# Ella Koblo Gulama
Ella Koblo Gulama, née le 26 janvier 1921, morte le 9 septembre 2006 est une cheffe suprême et une femme politique sierra-léonaise. En 1957, elle est devenue la première femme élue au Parlement de la Sierra Leone et a été réélue en 1962. Sous le gouvernement de Milton Margai, Gulama est devenue la première femme ministre de Sierra Leone et d'Afrique subsaharienne.
Ella Koblo Gulama a représenté la Sierra Leone à l'étranger et ses voyages l'ont conduite dans toute l'Afrique, l'Europe, l'Amérique du Nord et le Moyen-Orient.

## Biographie
Le 21 janvier 1921, Ella Koblo Gulama est née dans l'une des familles les plus puissantes de Sierra Leone, dans la ville de Moyamba, dans la colonie et protectorat de la Sierra Leone, dans la province du Sud de la Sierra Leone britannique. Sa mère, Lucy Gulama, et son père, le chef suprême Julius Gulama, sont tous deux d'ethnie Mendes. Comme son père, le chef suprême Momoh Gulama, Julius est le chef suprême de la chefferie Kaiyamba.
Ella Koblo Gulama a fait ses études à la Harford School for Girls à Moyamba, et au Women Teacher's College, puis à l'université de Fourah Bay (Fourah Bay College) à Freetown.
En 1944, elle épouse le chef suprême Bai Koblo Pathbana II de Marampa, dans la chefferie de Masimera, d'ethnie Temne, une union intertribale.
De 1944 à 1952, Ella Koblo Gulama a résidé à Lunsar, où elle était chef consort. Le couple a eu sept enfants. Elle était multilingue et parlait notamment l'anglais, le mende, le temne et le sherbro.
Ella Koblo Gulama a eu une carrière en politique et a été une femme pionnière en ce domaine. Elle était membre du Parti du peuple de Sierra Leone (SLPP), que son père a contribué à fonder. En 1957, Ella Koblo Gulama s'est lancée dans une carrière politique et est devenue membre du conseil du district de Moyamba. Elle a été la première femme à être élue à la Chambre des représentants de Sierra Leone en tant que Paramount Chief Member pour le district de Moyamba. En 1962, elle a été réélue et le Premier ministre Milton Margai l'a nommée ministre au sein de l’équipe gouvernementale. Elle a été la première femme à occuper un poste ministériel en Sierra Leone et en Afrique subsaharienne. De 1960 à 1967, Ella Koblo Gulama a été également présidente de la Fédération des organisations de femmes en Sierra Leone.
Lors des élections générales de 1967, Ella Koblo Gulama a regagné son siège et a servi dans le gouvernement d’Albert Margai. Cependant, l'opposition All People's Congress (APC) avait remporté de justesse la majorité parlementaire. Une lutte pour le pouvoir entre les candidats, Margai du SLPP et Siaka Stevens de l'APC s'ensuit, déstabilisant le pays et entraînant une succession rapide de coups d'État militaires.
Lorsque le parti APC de Stevens a fini par accéder au pouvoir et a commencé son emprise de 30 ans sur la Sierra Leone, Ella Koblo Gulama est accusée d’avoir collaboré avec son beau-frère David Lansana dans son coup d'État contre Stevens. Elle a été arrêtée et détenue à la prison de Pademba Road pendant plus d'un an. Pendant son séjour en prison, Stevens nomme son mari, le chef suprême Bai Koblo Pathbana II, à son cabinet. L'acceptation de ce poste par son mari, dont elle était séparée, a renforcé les insinuations selon lesquelles la relation de Gulama avec Albert Margai était plus que professionnelle. Ella Koblo Gulama a été brièvement contrainte à l'exil politique après la perte du pouvoir par Albert Margai.
Au début des années 1970, Ella Koblo Gulama a relancé sa carrière politique et est devenue la dirigeante de l'Organisation des femmes de l'APC du district de Moyamba. De 1985 à 1991, Ella Koblo Gulama a été présidente de l'Organisation nationale des femmes (Sierra Leone). En 1992, elle a été réélue à l'unanimité chef suprême de la chefferie de Kaiyamba. Ella Koblo Gulama a collaboré avec plusieurs ONG pour développer les infrastructures et l'agriculture de sa chefferie et de son district.

### Guerre civile en Sierra Leone
Les mercenaires du Front révolutionnaire uni (RUF) ont ravagé la Sierra Leone et dévasté le district de Moyamba, tuant des dizaines de milliers de personnes et détruisant tout ce que Ella Koblo Gulama avait passé sa vie à construire. Ces rebelles ont mené une campagne d'assassinat de tous les chefs suprêmes du pays. Le chef Bunduka du district de Kailahun et le chef suprême Bonai Fei de Bo ont été brutalement exécutés par les rebelles. Lorsque la chefferie de Gulama a été attaquée, Gulama a été contrainte de se réfugier à Freetown, la capitale du pays.
Elle est retournée à Moyamba et a participé à la reconstruction de sa chefferie et du district de Moyamba, mais sa santé a commencé à décliner. Néanmoins, elle a servi au sein de la Sierra Leone Export Development and Investment Corporation (SLEDIC) (1994-1996) en tant qu'un des directeurs de la Sierra Leone Commercial Bank Limited.

### Féminisme
L'un des engagements de Ella Koblo Gulama était la promotion de l'éducation des filles et l'amélioration de la condition féminine en Sierra Leone. Elle a servi à son alma mater, la Harford School for Girls, en tant que membre du conseil des gouverneurs. Gulama était également membre du conseil consultatif des bourses du gouvernement de Sierra Leone et du comité des bourses du Fourah Bay College.

### Église méthodiste unie
Ella Koblo Gulama était chrétienne, active au sein de l'Église méthodiste unie. Elle a été vice-présidente de la Conférence sur les finances et l'administration de l'église de 1985 à 1991.

### Décès
Ella Koblo Gulama est morte le 10 septembre 2006. Le 24 septembre 2006, des milliers de personnes se sont rassemblées pour assister à son service funèbre à la Trinity United Methodist Church de Moyamba, en présence du président Ahmad Tejan Kabbah.

## Prix et distinctions
Elle a reçu plusieurs récompenses durant sa carrière, notamment le MBE en 1959, l'OBE en 1965 de Sa Majesté la reine Elizabeth pour « services publics en tant que ministre sans portefeuille », et un titre de grand commandeur de l'ordre du Rokel du président Ahmad Tejan Kabbah.